# Wijken en buurten in Beuningen
De Nederlandse gemeente Beuningen is voor statistische doeleinden onderverdeeld in wijken en buurten. De gemeente is verdeeld in de volgende statistische wijken:
- Wijk 01 Beuningen (CBS-wijkcode:020901)
- Wijk 02 Ewijk (CBS-wijkcode:020902)
- Wijk 03 Weurt (CBS-wijkcode:020903)
- Wijk 04 Winssen (CBS-wijkcode:020904)

Een statistische wijk kan bestaan uit meerdere buurten. Onderstaande tabel geeft de buurtindeling met kentallen volgens het Centraal Bureau voor de Statistiek (2008):
| CBS-buurtcode | Buurtnaam                    | Inwonertal | Opp. totaal (ha) | Opp. land (ha) | Ligging                |
| ------------- | ---------------------------- | ---------- | ---------------- | -------------- | ---------------------- |
| BU02090100    | Beuningen Buitengebied Noord | 510        | 540              | 466            | Locatie in de gemeente |
| BU02090101    | Beuningen Buitengebied Zuid  | 60         | 550              | 546            | Locatie in de gemeente |
| BU02090110    | Beuningse Plas Plas          | 30         | 99               | 99             | Locatie in de gemeente |
| BU02090111    | Beuningen Centrum            | 600        | 20               | 20             | Locatie in de gemeente |
| BU02090112    | Beuningen Centrum Oost       | 1600       | 38               | 38             | Locatie in de gemeente |
| BU02090113    | Beuningen De Haaghe          | 480        | 27               | 24             | Locatie in de gemeente |
| BU02090121    | Beuningen Duivenkamp         | 980        | 16               | 16             | Locatie in de gemeente |
| BU02090122    | Beuningen de Linde           | 100        | 13               | 13             | Locatie in de gemeente |
| BU02090123    | Beuningen Hoeve-1            | 450        | 7                | 7              | Locatie in de gemeente |
| BU02090124    | Beuningen Hoeve-2            | 680        | 10               | 10             | Locatie in de gemeente |
| BU02090125    | Beuningen Hoeve-3            | 260        | 4                | 4              | Locatie in de gemeente |
| BU02090131    | Beuningen Schoenaker         | 10         | 84               | 80             | Locatie in de gemeente |
| BU02090141    | Beuningen Aalstervelden      | 660        | 15               | 15             | Locatie in de gemeente |
| BU02090142    | Beuningen Olden Tempel       | 1280       | 19               | 19             | Locatie in de gemeente |
| BU02090143    | Beuningen Blanckenburgh      | 780        | 14               | 14             | Locatie in de gemeente |
| BU02090144    | Beuningen Viermorgen         | 1540       | 20               | 20             | Locatie in de gemeente |
| BU02090145    | Beuningen Tinnegieter        | 2040       | 30               | 30             | Locatie in de gemeente |
| BU02090146    | Beuningen Den Balmerd        | 940        | 39               | 36             | Locatie in de gemeente |
| BU02090151    | Beuningen Heuve-1            | 760        | 29               | 29             | Locatie in de gemeente |
| BU02090152    | Beuningen Heuve-2            | 540        | 9                | 9              | Locatie in de gemeente |
| BU02090153    | Beuningen Heuve-3            | 490        | 12               | 11             | Locatie in de gemeente |
| BU02090154    | Beuningen Heuve-4            | 450        | 28               | 28             | Locatie in de gemeente |
| BU02090161    | Beuningen Beuningse Plas     | 2060       | 72               | 72             | Locatie in de gemeente |
| BU02090202    | Ewijk Buitengebied Noord-1   | 130        | 252              | 206            | Locatie in de gemeente |
| BU02090203    | Ewijk Buitengebied Zuid-1    | 380        | 344              | 331            | Locatie in de gemeente |
| BU02090204    | Ewijk Buitengebied Zuid-2    | 90         | 426              | 398            | Locatie in de gemeente |
| BU02090271    | Ewijk Centrum                | 950        | 35               | 35             | Locatie in de gemeente |
| BU02090272    | Ewijk Vording-2              | 800        | 14               | 14             | Locatie in de gemeente |
| BU02090273    | Ewijk Vording-3              | 990        | 25               | 21             | Locatie in de gemeente |
| BU02090274    | Ewijk Veluwestraat           | 180        | 43               | 43             | Locatie in de gemeente |
| BU02090305    | Weurt Buitengebied Noord     | 80         | 176              | 102            | Locatie in de gemeente |
| BU02090306    | Weurt Buitengebied Zuid      | 140        | 205              | 204            | Locatie in de gemeente |
| BU02090381    | Weurt Noord                  | 430        | 24               | 24             | Locatie in de gemeente |
| BU02090382    | Weurt Zuid                   | 1730       | 44               | 44             | Locatie in de gemeente |
| BU02090383    | De Sluis                     | 40         | 24               | 24             | Locatie in de gemeente |
| BU02090407    | Winssen Buitengebied Noord   | 340        | 429              | 350            | Locatie in de gemeente |
| BU02090408    | Winssen Buitengebied Zuid-1  | 380        | 565              | 565            | Locatie in de gemeente |
| BU02090409    | Winssen Buitengebied Zuid-2  | 20         | 368              | 368            | Locatie in de gemeente |
| BU02090491    | Winssen Centrum              | 1060       | 47               | 47             | Locatie in de gemeente |
| BU02090492    | Winssum De Bongerd           | 270        | 4                | 4              | Locatie in de gemeente |